# 叠氮化铁
叠氮化铁是一种无机化合物，化学式 Fe(N
3)
3或FeN
9。它是一种极易爆炸、对冲击敏感、易吸湿的深棕色固体。它可用于制备各种叠氮烷烃，例如1-叠氮正丁烷。

## 制备
叠氮化铁可以由叠氮化钠和硫酸铁在甲醇里反应而成：
6 NaN
3 + Fe
2(SO
4)
3 → 2 Fe(N
3)
3 + 3 Na
2SO
4
它也可以由高氯酸亚铁、叠氮化钠和过氧化氢的混合物的脉冲照射而成。